# Aleksandr Czimba
Aleksandr Mangiejewicz Czimba (Saryk-Dongak Czymba) (ros. Александр Мангеевич Чи́мба (Сарык-Донгак Чымба), ur. 1906, zm. 1985 w Kyzyle) – tuwiński i radziecki polityk.

## Życiorys
Od września 1931 do maja 1935 studiował w Komunistycznym Uniwersytecie Pracujących Wschodu, 1935 wstąpił do Tuwińskiej Partii Ludowo-Rewolucyjnej, 1935-1938 był wykładowcą, tłumaczem i przewodniczącym komitetu uczelnianego Tuwińskiej Republiki Ludowej. Od 1938 do czerwca 1941 pełnił funkcję ministra handlu i przemysłu Tuwińskiej Republiki Ludowej, od 22 czerwca 1938 do 13 października 1944 przewodniczącego Rady Ministrów Tuwińskiej Republiki Ludowej i jednocześnie ministra spraw zagranicznych tej republiki. Po formalnym wejściu Tuwińskiej Republiki Ludowej w skład ZSRR od 13 października 1944 do lutego 1961 był przewodniczącym Komitetu Wykonawczego Rady Obwodowej Tuwińskiego Obwodu Autonomicznego, od 1944 należał do WKP(b), od 1961 do maja 1963 kierował tuwińskim obwodowym biurem Banku Państwowego ZSRR, w marcu 1963 został zastępcą szefa tuwińskiego kombinatu górniczego, później dyrektorem Archiwum Państwowego Tuwińskiej ASRR. Był odznaczony Orderem Lenina.